# 杨金成
杨金成（1963年11月—），湖北武汉人，中华人民共和国政治人物。

## 生平
1985年7月，毕业于华中理工大学电力工程系电力系统及其自动化专业。同年进入中国科学院等离子体物理研究所，1988年，获得电源工程专业硕士。之后供职于七一九研究所。1997年2月，担任七一九研究所副所长。2002年5月，担任七一九研究所所长。2015年12月，担任中国船舶重工集团公司总工程师兼军工部主任，七一九研究所所长。2016年3月，担任中国船舶重工集团公司总工程师兼军工部主任。4月，任中国船舶重工集团公司总工程师。5月，升任中国船舶重工集团公司副总经理。2017年10月，中国共产党第十九次全国代表大会上当选中国共产党第十九届中央委员会候补委员。
2018年6月，升任中国船舶工业集团董事、总经理、党组副书记。